# Xã Texas, Quận Crawford, Ohio
Xã Texas (tiếng Anh: Texas Township) là một xã thuộc quận Crawford, tiểu bang Ohio, Hoa Kỳ. Năm 2010, dân số của xã này là 384 người.